# Hötjärnen, Västmanland
Hötjärnen är en sjö i Ljusnarsbergs kommun i Västmanland och Ludvika kommun och ingår i Norrströms huvudavrinningsområde. Vid provfiske har abborre, gädda och mört fångats i sjön.
Sjön var ursprungligen en skogstjärn men användes från slutet av 1960-talet till 1990 som slamdamm till Grängesbergs gruvor. Detta gjorde att sjön fick ornitologisk betydelse inte minst genom att bankar av gruvslam byggdes upp och lockade till sig vadarfåglar. I södra änden av sjön finns ett fågeltorn. Andra, intilliggande, fågelsjöar med liknande historia är Orrleken och Jan-Matsdammen